# Гласфорд (Илиноис)
Гласфорд (енгл. Glasford) град је у америчкој савезној држави Илиноис.

## Демографија
По попису из 2010. године број становника је 1.022, што је 54 (-5,0%) становника мање него 2000. године.
| Група             | 2000.         | 2010.       |
| Белци             | 1.060 (98,5%) | 999 (97,7%) |
| Афроамериканци    | 0 (0,0%)      | 3 (0,3%)    |
| Азијати           | 0 (0,0%)      | 0 (0,0%)    |
| Хиспаноамериканци | 11 (1,0%)     | 12 (1,2%)   |
| Укупно            | 1.076         | 1.022       |